# Michail Jefimowitsch Lobaschow
Michail Jefimowitsch Lobaschow (russisch Михаи́л Ефи́мович Лобашёв; * 29. Oktoberjul. / 11. November 1907greg. im Dorf Bolschoje Frolowo bei Tetjuschi; † 4. Januar 1971 in Leningrad) war ein russischer Physiologe, Genetiker und Hochschullehrer.

## Leben
Lobaschow studierte Biologie an der Universität Leningrad am Lehrstuhl für Genetik und Experimentelle Zoologie mit Abschluss 1931. Anschließend blieb er am Lehrstuhl als Assistent und dann als Dozent. 1932 wurde er Wissenschaftlicher Mitarbeiter im Laboratorium für Genetik des Instituts für Physiologie der Akademie der Wissenschaften der UdSSR (AN-SSSR) und nahm an einigen Tierzucht-Expeditionen in Zentralasien teil.
Im Deutsch-Sowjetischen Krieg kämpfte Lobaschow als Landwehrmann an der Leningrader Front. 1946 kehrte er an den Lehrstuhl für Genetik der Universität Leningrad zurück mit Promotion zum Doktor der Biologischen Wissenschaften.
Nach der Tagung der Allunionsakademie der Agrarwissenschaften 1948 mit der Rede T. D. Lyssenkos mit dem anschließenden Stalinschen Bann gegen die klassische Genetik wurde Lobaschow von der Universität Leningrad entlassen. Daraufhin gab ihm der Direktor des nun I. P. Pawlow-Instituts für Physiologie der AN-SSSR in Leningrad, L. A. Orbeli, eine Stelle als Laboratoriumsleiter im Laboratorium für Genetik außerhalb von Leningrad in Koltuschi bei Wsewoloschsk.
1953 wurde Lobaschow Professor der Universität Leningrad und 1957 Leiter des Lehrstuhls für Genetik und Selektion. Er führte grundlegende Untersuchungen zur Physiologie der Prozesse der Mutation und Rekombination sowie zur Ontogenese der Tiere durch.
Lobaschow wurde auf dem Leningrader Krasnenki-Friedhof begraben. Der Physiker Wladimir Michailowitsch Lobaschow war sein Sohn. Der Rockmusiker Andrei Wladimirowitsch Lobaschow ist sein Enkel. W. A. Kawerin wählte Michail Lobaschow als einen der Prototypen für den Helden der Erzählung Zwei Kapitäne.

## Ehrungen
- Orden des Vaterländischen Krieges II. Klasse
- Orden des Roten Sterns